# Bonamia holtii
Bonamia holtii är en vindeväxtart som beskrevs av O'donell. Bonamia holtii ingår i släktet Bonamia och familjen vindeväxter. Inga underarter finns listade i Catalogue of Life.